# مجلس نواب فلوريدا
مجلس نواب فلوريدا (بالإنجليزية: Florida House of Representatives)‏ هو مجلس النواب التشريعي لولاية الأمريكية، يقع المقر الرئيسي له في تالاهاسي، وهو المجلس الأدنى في كونغرس فلوريدا.

## طالع أيضًا
- كونغرس فلوريدا